# Яблоня (короткометражный фильм)
«Яблоня» — короткометражный художественный фильм, режиссёрский дебют Ольги Ажнакиной, выпускницы Высших Курсов Кино и Телевидения Всероссийского государственного института кинематографии имени С. А. Герасимова, мастерская Поповича Ю. Ю. Премьера состоялась в Москве 2 сентября 2021 года в рамках Х Московского Международного кинофестиваля «Будем Жить». Фильм получил более 100 отечественных и международных наград, был представлен на 75-м Каннском кинофестивале в Итальянском павильоне (Hotel Le Majestic Barriere, 10 Bd de la Croisette, Cannes) в рамках 12-го Международного фестиваля социального кино Social World Film Festival.

## Сюжет
В день рождения сына, Коля дарит неожиданный и странный подарок, который становится судьбоносным в жизни ребенка.

## В ролях
- Коля — Владислав Абашин
- Таня — Елена Николаева
- Серёжа — Андрей Андреев
- Серёжа 50 лет спустя — Фёдор Добронравов
- Сын Серёжи — Иван Добронравов
- Садовник — Сергей Степанченко

## Съёмочная группа
- Автор сценария — Владимир Брагин
- Режиссёр-постановщик — Ольга Ажнакина
- Оператор-постановщик — Владимир Климов
- Художник-постановщик — Анастасия Филиппова
- Композитор — Кузьма Бодров
- Колористы — Божидарка Масленникова, Дмитрий Стельмах
- Продюсер — Ольга Ажнакина

## Создание
- Основная часть съёмок прошла в сентябре 2020 года в деревне Солослово Московской области.
- Специально для фильма, композитор Кузьма Бодров написал музыкальное произведение «Ностальгия», которое исполнил Образцово — показательный оркестр войск национальной гвардии Российской Федерации под управлением Шахмухаметова Азата Галиевича — заслуженного артиста республики Башкортостан. Дирижёр — Аркадий Дмитриев, звукорежиссёр записи музыки — Геннадий Папин. Запись оркестра выполнена на производственно — технической базе киноконцерна «Мосфильм».

## Награды и номинации
- 10-й Московский международный кинофестиваль «Будем жить» — Специальный диплом «За глубину музыкального решения» (Россия, Москва)[3]
- Международный кинофестиваль «Серебряная ставрида» 2021 — Приз зрительских симпатий (Россия, Севастополь)[4]
- 8-й Международный фестиваль детского и семейного кино «Ноль Плюс» — Приз дирекции «За вклад в развитие общечеловеческих ценностей» (Россия, Тюмень)[5]
- Международный фестиваль короткометражного кино Нижнего Новгорода NNISFF 2021 — Лучший национальный фильм (Россия, Нижний Новгород)[6]
- Международный кинофестиваль «Быть добру» 2021 — Победитель почетной номинации от организатора кинофестиваля общественной организации «Кедры Украины» (Украина, Киев)[7]
- Городецкий кинофестиваль им. св. Александра Невского 2021 — Диплом «За лучшую актёрскую работу в фильме «Яблоня» — Владислав Абашин (Россия, Городец)[8]
- 7-й Международный фестиваль кино и телефильмов духовно — нравственного содержания «Святой Владимир» — Диплом оргкомитета «За лучшее воплощение образа отца» — Владислав Абашин (Россия, Севастополь)[9]
- Международный кинофестиваль «Zilant» 2021 — Специальный приз жюри «За оригинальное жанровое решение» (Россия, Казань)
- 13-й Всероссийский кинофестиваль «Человек, познающий мир» — Специальный приз Крымского республиканского отделения Союза журналистов России "За сохранение семейных традиций в короткометражном художественном фильме «Яблоня» (Россия, Симферополь)[10]
- 26-й Международный фестиваль кинофильмов и телепрограмм «Радонеж» — Специальный приз от Д. М. Володихина и литературно-философской группы «Бастион» — «Премия имени Николая Яковлевича Данилевского» за игровой (короткометражный) фильм «Яблоня» (Россия, Москва)[11]
- 18-й Международный благотворительный кинофестиваль «Лучезарный ангел» — Диплом. Третья премия «За лучшее игровое короткометражное кино» — «Яблоня» (Россия, Москва)[12]
- 5-й Международный русский кинофестиваль — Диплом в номинации «Лучший короткометражный фильм», Диплом в номинации «Лучшая мужская роль» — актер Владислав Абашин за роль в короткометражном фильме «Яблоня», Диплом в номинации «Лучшая детская роль» — актер Андрей Андреев за роль в короткометражном фильме «Яблоня» (Россия, Москва)[13]
- Cannes Shorts 2021 — Best short film (Directed by Olya Azhnakina) (France, Cannes)
- 6-й Международный фестиваль «Альтернативная территория кино» — Победитель в номинации «Лучшая операторская работа» — Владимир Климов (Россия, Санкт — Петербург)[14]
- 15-й Открытый международный фестиваль молодёжного и семейного фильма «Кино-клик» — Победитель в номинации «Игровое кино». 1-е место. (Россия, Ярославль)[15]
- 13-й Всероссийский фестиваль авторского короткометражного кино «Арткино» — Победитель в номинации «Лучший игровой фильм до 20 минут» (Россия, Москва)[16]
- Jorjezian Film Festival 2021 — Best short film, Best Actor (Vladislav Abashin), Best Cinematography, Best Sound (United States, Los Angeles)
- International Film and Video Festival «Catharsis» 2021 — Best short film «Apple Tree», Director Olga Azhnakina (Russian Federation, St. Petersburg)[17]
- Международный кинофестиваль «Отцы и дети» 2021 — Приз за лучшую режиссёрскую работу (режиссёр Ольга Ажнакина), Приз детского жюри за лучшую детскую мужскую роль (актёр Андрей Андреев) (Россия, Орёл)[18]
- Halicarnassus Film Festival 16 session 2021 — Best short film (Apple Tree – Olya Azhnakina) (Turkey, Bodrum)[19]
- Couch Film Festival 2021 winter — Best of the festival 1st runner up for best film — «Apple Tree» Dir. by Olya Azhnakina (Russia) (Canada, Тoronto)
- Auber International Film Festival 2021 December — Best Director Short Film (directed by Olya Azhnakina), Best Sound Design (France, Paris)
- Tokyo Film Awards 2021 December — Honorable Mention to «Apple Tree» Directed by Olga Azhnakina (Japan, Tokyo)
- Indo Malaysia International Film Festival 2021 — Best Debut Director, Best International Short Film, Best Sound Design (Malaysia, Kuala Lumpur)
- Best Istanbul Film Festival 2021 December — Best Original Music (Turkey, Istanbul)[20]
- Metropolis Film Festival 2021 — Best Student Short Film, Best Original Score (Italy, Milan)
- Sea of Art International Film Festival 2021 December — Best Russian Work (Russian Federation, Moscow)[21]
- Kiez Berlin Film Festival 2021 — Best Short Film (Germany, Berlin)
- Madras Independent Film Festival 2021 November – December — Best Director (Olga Azhnakina), Best Actor (Vladislav Abashin) (India, Madras)[22]
- Bizarrya Short Film Festival 2021 — Best Ciematography Film - «Apple Tree» by Olga Azhnakina (Portugal, Porto)[23]
- Christian Georgia Film Festival 2022 — Best short film (USA, Augusta)
- Best Indie Film Awards 2022 — Best Female Director (Olya Azhnakina) (England, London)[24]
- International Film Festival «Masters of Cinema» 2022 January — Best Actress (Elena Nikolaeva), Honorable mention: Best Drama, Best Cinematography (Russian Federation, Moscow)[25][26]
- International Film Festival «Emerald Peacock» 2022 January — Best short film (Russian Federation, St. Petersburg)[27]
- International Film Festival «Art Stream» 2022 January — Best director debut (Olga Azhnakina) (Russian Federation, Moscow)
- Grand New York Film Awards 2022 January — Best director (Olga Azhnakina) (United States, New York)[28]
- 3-й Всероссийский фестиваль образовательного кино «Взрослеем вместе» — Диплом Лауреата (культурно - образовательный социально значимый проект) (Россия, Челябинск)
- International Film Festival «Ambitus» 2022 — Best short film  (Director Olga Azhnakina) (Russian Federation, St. Petersburg)[29]
- Boden International Film Festival 2022 January — Best director (Olga Azhnakina) (Sweden, Boden)[30]
- Snow Leopard International Film Festival (December 2021 - January 2022) — Best director debut (Olga Azhnakina), Best composer (Kuzma Bodrov), Honorable Mentions: Best short film, Best producer (Russian Federation, St. Petersburg)[31][32]
- HALO International Film Festival 2022 January — Best Actress, Best Director Debut; Honorable Mention: Best Young Actor (Russian Federation, St. Petersburg)[33][34]
- Diamond Eye International Film Festival 2022 February  — Honorable Mention (Russian Federation, St. Petersburg)
- Best Short Film Award 2022 — Best Female Director (Olya Azhnakina) (England, London)[35]
- Indiefilmopolis Film Festival 2022 — Honorable Mention (England, Birmingham)
- Open window international film challenge 2022 Edition XIII — Best Student Film (Directed by Olya Azhnakina) (India, Ludhiana)[36]
- Bucharest ShortCut Cinefest 2022 March — Best Student Film (Directed by Olya Azhnakina) (Romania, Bucharest)[37]
- 2-й Московский международный детский кинофестиваль — Лучший короткометражный фильм (Россия, Москва)[38]
- Student & Young Filmmakers Feedback Film & Screenplay Festival 2022 March — Best performances: «Apple Tree» (United States, Los Angeles)[39]
- 19-й Всероссийский фестиваль игровых короткометражных фильмов «Встречи на Вятке» — Диплом «Золотая Лада» за фильм «Яблоня» (Россия, Киров)[40]
- Международный молодёжный кинофестиваль «Свет миру» 2022 — Диплом лауреата 2-й степени в номинации «Игровой фильм» категории «Взрослые - детям», Специальный диплом за лучший актёрский ансамбль в фильме «Яблоня» (Россия, Ярославль)[41]
- Международный кинофестиваль «Свет миру. Дети» 2022 — Диплом лауреата 1-й степени в номинации «Лучший игровой фильм по версии детского жюри» (Россия, Ярославль)[42]
- Tracce Cinematografiche Film Fest 2022 — Juri Special Mention (Italy, Roma, Nettuno)[43]
- 1-й Российско - Американский Международный Фильм Фестиваль «Мосты» — Лучший короткометражный фильм (Россия, Санкт-Петербург)[44]
- Europe Independent Movie Festival 2022 May — Platinum Award Winner: Best short film, Best cinematography, Best actor (Vladislav Abashin), Best sound design (Turkey, İzmir)[45]
- 8-й Международный фестиваль кино и телевидения «Таганайские Музы» — Диплом 3-й степени в номинации «Игровое кино» (Россия, Златоуст)[46]
- 5-й Всероссийский фестиваль искусства кино и музыки «Кинопозитив» — ГРАН-ПРИ, Лучший художественный фильм, Лучшая детская роль (актёр Андрей Андреев) (Россия, Пермь)[47]
- 3-й Международный кинофестиваль «ЛайфСтайлСинема» — Лучший фильм в категории «Короткометражное кино» (Россия, Уфа)[48]
- 5-й Майкопский международный фильм фестиваль — Приз зрительских симпатий (Россия, Майкоп)[49]
- 2-й Международный кинофестиваль короткометражных фильмов «Мечта» — Лучшая актёрская работа — Владислав Абашин, Специальный приз оргкомитета премии за доброту в искусстве «На благо мира» (Россия, Москва)[50]
- 3-й Фестиваль национального кино «Золотое Руно» — Победитель в номинации «Золотое Руно» (Россия, Москва)[51]
- 6-й Феодосийский международный фильм фестиваль — Лучший короткометражный фильм (Россия, Феодосия)[52]
- Black Cat Picture Show 2022 — Best Short Narrative: Apple Tree (USA, Augusta)[53]
- 1-й Московский международный детский кинофестиваль «Мир глазами детей» — Лучший игровой фильм (Россия, Москва)[54]
- Международный Кинофестиваль "Akrobat" 2022 — Диплом «Трогательная отцовская роль» (Россия, Санкт-Петербург)[55]
- 5-й Надымский международный фильм фестиваль — Лучший режиссёр (Ольга Ажнакина), Лучший актёр (Владислав Абашин) (Россия, Надым)[56]
- 17-й Международный Сретенский православный кинофестиваль «Встреча» — Лауреат в номинации   «Лучший дебют» (режиссёр Ольга Ажнакина) (Россия, Обнинск)[57]
- Pharos Best Inspiration Film Festival 2022 — Best Short Film: Apple Tree - Directed by Olya Azhnakina (Greece, Athens)[58]
- Bristol Independent Film Festival 2022 — Best Director (Apple Tree by Olya Azhnakina) (England, Bristol)[59]
- Международный Кинофестиваль «Лампа» 2022 — Лучший игровой короткометражный фильм (Россия, Пермь)[60]
- Visualis Film Festival 2022 — Best Short Film «Apple Tree» (Directed by Olya Azhnakina) (Russian Federation, St. Petersburg)[61]
- Short Invictus Festival 2022 — Best director (Portugal, Porto)[62]
- 27-й Международный фестиваль «Кино - детям» — Диплом «За лучшую мужскую роль» Владиславу Абашину за игровой короткометражный фильм «Яблоня» (Россия, Самара)[63]
- 10-й Открытый областной фестиваль экологических фильмов и рекламы «ЭФиР74» — Лучший игровой короткометражный фильм (Россия, Челябинск)[64]
- 11-й Международный кинофестиваль короткометражных фильмов о детях и молодёжи «Галактика 35 мм» — Лучшая режиссёрская работа - Ольга Ажнакина «Яблоня», Приз зрительских симпатий - «Яблоня» (Россия, Санкт-Петербург)[65]
- Международный открытый молодёжный фестиваль телевизионных программ и фильмов «Телемания» 2022 — Лучшая работа продюсера. 3-е место. Ольга Ажнакина – «Яблоня» (Всероссийский государственный институт кинематографии имени С. А. Герасимова) (Россия, Москва)[66]
- Международный фестиваль короткометражного кино «Киностарт» 2022 — Лучший короткометражный фильм - «Яблоня», Лучшая мужская роль - Владислав Абашин (фильм «Яблоня») (Россия, Екатеринбург)[67]
- 4-й Республиканский открытый кинофестиваль «Золотая лоза» — Лучший игровой фильм (Россия, Махачкала)[68]
- 7-й Открытый конкурс - фестиваль кинодебютов «Магия кино» — ГРАН-ПРИ, Лучшая мужская роль - Владислав Абашин за роль Коли в фильме «Яблоня» (Россия, Звенигород)[69]
- CineMagic Film Fest 2022 — Kids / Family: Award Of Excellence - «APPLE TREE» - Olya Azhnakina (United States, Greenville)[70]
- 2-й Молодёжный фестиваль фото и видео творчества имени Александра Невского — 1 место в номинации «Игровое кино» - фильм «Яблоня» (Россия, Томск)[71]
- 19-й Международный фестиваль женского кино «KIN» — Специальный приз (Армения, Ереван)[72]
- Премия за доброту в искусстве «На Благо Мира» — Лауреат 2-й степени в номинации «Игровое кино: короткий метр» 2-го (профессионального) конкурса 2022 года (Россия, Москва)[73]
- 18-й Международный кинофестиваль семейных и детских фильмов «В кругу семьи» — Приз за лучшую операторскую работу - Владимир Климов (короткометражный фильм «Яблоня», режиссёр Ольга Ажнакина) (Россия, Ярославль)[74]
- Международный детский кинофестиваль «Волшебная лампа» 2023 — Приз за лучшую режиссуру игрового фильма (Ажнакина Ольга, фильм «Яблоня»), Приз за лучшую операторскую работу (Владимир Климов, фильм «Яблоня», реж. О.Ажнакина) (Россия, Москва)[75]
- 13-й Всероссийский фестиваль авторского короткометражного кино «Арткино» 2023 — «Лучший короткометражный фильм года» [Приз зрительских симпатий] Вручается по результатам голосования зрителей 55-ти городов России (Россия, Москва)[76]